# Jugoremedija Zrenjanin
Jugoremedija Zrenjanin (code BELEX : JGRM) est une entreprise serbe qui a son siège social à Zrenjanin, dans la province de Voïvodine. Elle travaille dans le domaine de l'industrie pharmaceutique.

## Histoire
Jugoremedija a été créée en 1961, en partenariat avec la société allemande Hoechst. En 1973, elle a formé une coentreprise avec Hoechst et la société serbe Jugohemija Beograd. En 2001, Jugoremedija et le groupe Aventis ont signé un accord de partenariat et, en 2003, l'entreprise est devenue une société par actions.
Jugoremedija Zrenjanin a été admise au libre marché de la Bourse de Belgrade le 10 juin 2011 ; elle en a été exclue le 8 janvier 2013. Une procédure de mise en faillite a été engagée le 27 décembre 2012. En juin 2013, les Slovaques se sont montrés intéressés par le rachat de la société,.

## Données boursières
Le 8 janvier 2013, date de la dernière cotation, l'action de Jugoremedija Zrenjanin valait 198 RSD (1,76 EUR). Elle a connu son cours le plus élevé, soit 400 RSD (3,56 EUR), le 26 juin 2011 et son cours le plus bas, soit 198 RSD (1,76 EUR), le 7 février 2012.
Le capital de Jugoremedija Zrenjanin est détenu à hauteur de 54,16 % par des personnes physiques et à hauteur de 45,83 % par des entités juridiques, dont 31,95 % par l'Akcionarski fond Beograd.